# THE DIGITALIAN
《THE DIGITALIAN》是嵐的第16張專輯，第13枚原創專輯，於2014年10月22日發行。唱片公司為J Storm。

## 概要
- 與上一張原創專輯《LOVE》相距約1年。
- 專輯名稱「DIGITALIAN」是源自於日本音樂人小室哲哉1989年的 studio album（大碟）—「Digitalian is eating breakfast」。小室哲哉所用的「Digitalian」的意思為「デジタルサウンド使い」（使用 digital sound 數字聲音），就像是採取素食主義的人叫「Vegetarian」（素食主義者），所以「Digitalian」相等於「數碼主義者」，或是「以數碼為食之人」。
- 收錄第42張單曲「Bittersweet、第43張單曲「GUTS !」和第44張單曲「無人知曉」，一共3首A面曲。
- 新曲「Zero-G」為此專輯的主打曲目。
- 與前作相同，本作收錄了各成員的獨唱曲。
- 本作分「初回限定盤」和「通常盤」2種版本。初回限定盤收錄「Zero-G」的PV和MAKING，通常盤則收錄隐藏曲目「Take Off」一曲。
- 「初回限定盤」附贈寫真（56頁），「通常盘」附赠写真（32页）。
- 根據日本公信榜，首日銷售為337,380張。
- 在11月3日於公信榜專輯週排行榜取得第1位。首週銷售達66萬張，是自2009年《1999-2009 完全精選!》專輯以來連續6張專輯在週間銷量超過50萬。繼EXILE後，第二組男性組合連續十一年於公信榜專輯週排行榜均有專輯取得第1位。

## 收錄內容

### CD
1. Zero-G
（作詞:梶ヶ谷翔太, eltvo 、作曲:Takuya Harada、編曲:石塚知生）
主打曲目
2. Wonderful
（作詞:ASIL、Masa Fujise、John World、SQUAREF、Rap詞:櫻井翔、作曲:James Winchester、Peter Boyes、Christopher Wortley、編曲:Slice of Life）
3. Tell me why 
（作詞:Shigeo、Macoto56、作曲:Joe Killington、Katerina Bramley、Tim Worithington、Michael Conn、編曲:石塚知生）
4. Asterisk
（作詞･作曲･編曲:100+、Rap詞:櫻井翔）
5. Imaging Crazy
（作詞:curly、furaha、作曲:Dyce Taylor、Jin Choi、編曲:Jin Choi）
大野智獨唱
6. GUTS!
（作詞:eltvo、s-Tnk、作曲:SAKRA、編曲:石塚知生）
43rd單曲。日本電視台土九連續劇《即使弱小也能取勝》主題曲。
7. Disco Star
（作詞：youth case、作曲：YASUSHI WATANABE、編曲：A.K.Janeway）
相葉雅紀獨唱
8. 無人知曉（誰も知らない）
（作詞:mfmsiQ、SQUAREF、John World、作田雅弥、作曲:Takuya Harada、Joakim Björnberg、Christofer Erixon、BJ Khan、編曲:佐々木博史、BJ Khan）
44th單曲。朝日電視台週五十一點檔《死神君》主題曲。
9. TRAP 
（作詞：AKIRA、作曲：AKIRA、UTA、編曲：吉岡たく）
10. STAY GOLD
（作詞：Macoto56、松本潤、作曲：Shinnosuke、編曲：Shinnosuke、Pieni tonttu、Captain B）
松本潤獨唱
11. Bittersweet
（作詞･作曲:100+、編曲：石塚知生）
42nd單曲。富士電視台月九檔《失戀巧克力職人》主題曲。
12. Merry Christmas（メリークリスマス）
（作詞:二宮和也、小川貴史、作曲:二宮和也、編曲:ha-j、二宮和也）
二宮和也獨唱
13. 夢見你（キミの夢を見ていた）
（作詞･作曲:HYDRANT、編曲：佐々木博史）
14. One Step
（作詞:s-Tnk、作曲:Mats Tarnfors、編曲:佐々木博史）
15. Hey Yeah! 
（作詞:AKIRA、Rap詞:櫻井翔、作曲:田中直、編曲:Hisashi Nawata）
櫻井翔獨唱
16. Hope in the darkness
（作詞:小川貴史、HYDRANT、作曲:David Keiffer Johnston、Wesley Steed、Sigurdur Kristinn Sigtryggsson pka Siggi、編曲:metropolitan digital clique、A-bee）
17. Take Off !!!!!【BONUS TRACK】
（作詞:櫻井翔、作曲･編曲:Stephan Elfgren）

### DVD
1. Zero-G（PV MAKING）